# Анжела Димчева
Анжела Иванова Димчева е българска поетеса, литературна критичка и журналистка, деятелка на ГЕРБ.

## Биография
Анжела Димчева е родена в София на 12 февруари 1963 г. в семейството на Иван Димчев (юрист) и Анастасия Димчева (фармацевт). Дядо ѝ по майчина линия – д-р Ангел Григоров – завършил медицина във Виена в 1929 г., е известен хирург в град Фердинанд. Дядо ѝ по бащина линия – кап. Христо Димчев, следвал юридически науки в Загреб и Лозана, завършва право в София (1904).Той е член на Демократическия сговор през 20-те години и близък съратник на министър-председателя Андрей Ляпчев. Прадядо ѝ по майчина линия е Йордан Захариев.
Анжела Димчева завършва 7 СОУ „Свети Седмочисленици“ в София (1981), а след това  СУ „Климент Охридски“ със специалност „Българска филология“ и  втора специалност „Английски език“ (1987). Доктор по наукознание (УниБИТ) със защитена дисертация на тема: „Аксиология на общуването, систематичност и контрасти на общокултурните взаимодействия в контекста на Международните писателски форуми в България през ХХ и ХХІ век“.
Работи като преводач от английски език в Научно-изследователския строителен институт (1981 – 1982), като специалист в Дома на литературата и изкуствата за деца и юноши (1987 – 1989), като частен издател през 90-те години на XX век (ИК „Анжели“), като редактор във в. „Словото днес“ (2008 – 2012), като отг. редактор на сп. „Световете“ (2011 – 2012). Основател и редактор на онлайн изданието Sofia Ars Net (от 2015 г. до днес). Постоянен автор на страниците за култура на в. „Труд“ (от 2014 г. до днес). Секретар-ковчежник на Българския ПЕН център (от февруари 2019 до март 2023). Член на УС на Фондация „Българско слово“ към в. „Труд“ (от 2017 г. до днес). Работи и като PR на Музей-галерия „Анел“ (София), поддържа информационния сайт за култура SofiaPress. Председател на Общество на литературния кабинет „Димчо Дебелянов“,Национален студентски дом – София, и развива обществена дейност в полза на пишещи млади хора. Международен и прессекретар на Съюза на българските писатели (от 1 септември 2021). Председател на Българското жури за присъждане на Европейската награда за литература и член на Международното жури, Брюксел – 2021.

## Творчество
Анжела Димчева започва да пише стихове и фейлетони на 15-годишна възраст. Първата ѝ публикация е фейлетон във в. „Средношколско знаме“ (1979). Следват стихове в сп. „Родна реч“, а през 80-те и 90-те години публикува журналистически материали, есета, фейлетони, литературна критика и поезия в над 30 издания.
След 2005 г. публикува във вестниците „24 часа“, „Култура“, „Преса“, „Труд“, „Словото днес“, сп. „Световете“, „Литературен вестник“, сп. „Знаци“, сп. „Море““, и др., както и в онлайн изданията – „Литернет“, „Литературен клуб“, „Литературен свят“ и Fakel.bg, Tetradkata, Epicenter, ArtDay и др.
Нейни стихове са преведени и публикувани на следните езици: руски, немски, английски, полски, италиански, испански, шведски, украински, сръбски, гръцки, арабски, румънски, албански, македонска книжовна норма, хърватски и турски език.
Член е на Съюза на българските писатели, Съюза на българските журналисти, Асоциацията на софийските писатели, Българския ПЕН център (2014 - 2023).

## Политическа дейност
Деятелка е на ГЕРБ, кандидатка на ГЕРБ-СДС за народен представител  през 2021 и 2024 г. Обявява се за въвеждане на уседналост като при комунизма.
Членка на Националния съвет на Жени ГЕРБ – София.

## Награди
Носителка е на наградата за поезия „Лиричен кръстопът на музите – София“ (2010), Първа награда от „Литературна олимпиада за поезия“ (Варна, 2012), Трета награда на Националния литературен конкурс „В полите на Витоша“ (2014), ; Специалната награда от ХХІІІ Международен конкурс за поезия в Триуджо, Италия, 2014; носител на наградата „Златно перо – 2016“ на СБЖ за публикациите ѝ във в. „Труд“,; Награда за журналистика на Столичната библиотека (2017); Втора награда от Националния поетичен конкурс „В полите на Витоша“ – 2018,; Наградата „Стилиян Чилингиров“ на Националния студентски дом (2019), Награда за журналистика на Столичната библиотека (2021), Годишна награда за литературна критика - 2022, на Съюза на българските писатели за сборника "Под лазера на критика (изд. "Богианна", 2021). Награда на Министерство на културата "Златен век - печат на цар Симеон Велики" - златен (2023) . Национална награда за литературна критика "Нешо Бончев" - 2025 година. 

### Поезия
- „Предспомен“ (1989), изд. „Народна младеж“[20]
- „Температура на духа“ (1996), ИК „ПАН“; корица и илюстрации: Пламен Капитански; ISBN 954-657-058-3 [20]
- „Сезони на душата“ (2009), ИК „Персей "  ISBN 978-054-8308-20-5 [20]
- „Крехка суета“ (2013, ISBN 978-619-1610-17-4; второ издание – 2016), избрани стихове, ИК „Персей“,[21] предговор Любомир Левчев, послеслов Неда Антонова; корица и илюстрации: Ангелина Павлова
- „Сезони душі“ (2014), Украйна, издателство „Твердиня“ (серія „Сучасна балканська поезія“),[22] превод Виктор Мелник, предговор Елка Няголова; ISBN 978-617-517-184-4
- „Дубльор за Ада“ / „Stand-in for Hell“ (2019), неопостпоезия / neo-postpoetry) билингва (български / английски), издателство „Български писател“, София, 2019 / Bulgarian Writer Publishing House, Sofia; корица и илюстрации: Калин Николов; ISBN 978-619-204-173-1 [23]

### Лирична проза
- „Игли в съня“ / „Голки уві сні“. Лирични фрагменти / Ліричні фрагменти. (2017). Превод Микола Мартинюк и Виктор Мелник / Пер. з болгар. Миколи Мартинюка та Віктора Мельника; обклад. ѝ ілюстр. Райни Дамяні. – Луцьк: ПВД „Твердиня“, 148 с.[24] предговор Любомир Левчев, послеслов Кирил Топалов; корица и илюстрации: Райна Дамяни; ISBN 978-617-517-254-4
- „Nadelstiche im Traum“ (2021) / „Игли в съня“, билингва: български / немски език. ANTHEA VERLAG – Detlef Stein. Превод: Румяна Захариева / Rumjana Zacharieva; корица и илюстрации: Петко Антонов / Petko Antonov; ISBN 978-3-89998-367-8

### Литературна критика и литературна история
- „И критиката е любов“ (2013) - статии, портрети, рецензии, интервюта, ИК „Персей“[25][26] ; корица и илюстрации: Ангелина Павлова; ISBN 978-619-1610-18-1
- „Под лазера на критика“ (2021) - статии, рецензии, есета, издателство „Богианна“; корица: Райна Дамяни; ISBN 978-954-676-171-2
- „Дипломация чрез литература. Аксиологичен прочит на Международните писателски срещи в София (1977 - 1986)“ (2023) - монография, идателство "Светлана Янчева - Изида" ЕООД; предговор - проф. д.п.н. Александра Куманова; ISBN 978-619-235-132-8